# Al-Ittihad Sport, Cultural & Social Club
Al-Ittihad Sport, Cultural & Social Club (em árabe: نادي الاتحاد الليبي), mais conhecido como Al Ittihad SCSC, é um clube de futebol da Líbia baseado na cidade de Trípoli. É uma equipe de grandes conquistas em seu país, tendo já conquistado 18 vezes o campeonato nacional, sete vezes a Copa da Líbia e onze vezes a Supercopa líbia. Foi fundado em 29 de julho de 1944 após a fusão de três clubes.

## História
O Al-Ittihad foi fundado num sábado, 29 de julho de 1944, após uma fusão entre três clubes "العمال-al-Ummal", "Al Nahda" e "Al Shabab". Mohamed Al-Krewi (em árabe: محمد القريو) foi o fundador e primeiro presidente do clube. Faz o clássico da capital da Líbia contra o Al Ahly Tripoli.

## Títulos
- Campeonato da Líbia (18): 1965, 1966, 1969, 1986, 1988, 1989, 1990, 1991, 2002, 2003, 2005, 2006, 2007, 2008, 2009, 2010, 2021, 2022;[2]
- Copa Líbia de Futebol|Copa da Líbia]] (7): 1992, 1999, 2004, 2005, 2007, 2009, 2018;[5]
- Supercopa da Líbia (11): 1999, 2002, 2003, 2004, 2005, 2006, 2007, 2008, 2009, 2010, 2022, 2024.[2]

## Torcedores
O Al-Ittihad é um dos clubes de futebol com mais torcedores na Líbia. Eles mantiveram o recorde de maior público na Liga dos Campeões da CAF de 2007. O apelido dos torcedores do Al-Ittihad é "Aurora Vermelha" e "Tehaa".

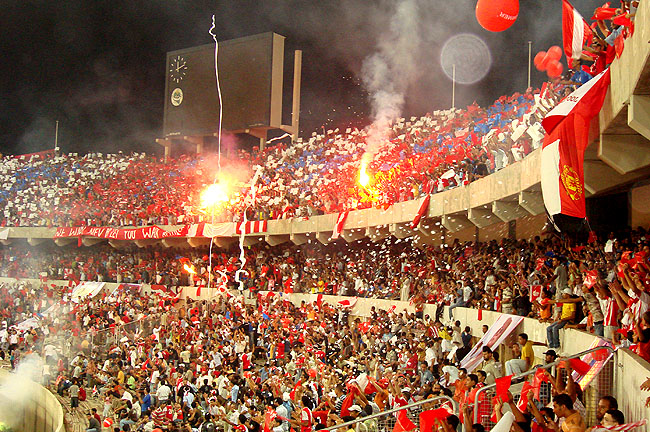
Liga dos Campeões CAF 2007
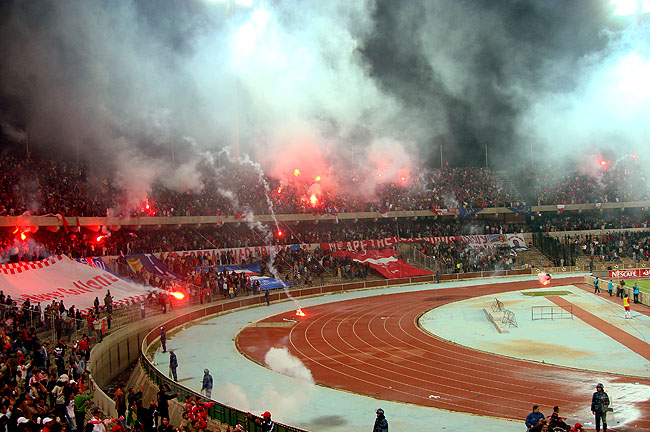
Liga dos Campeões CAF 2007
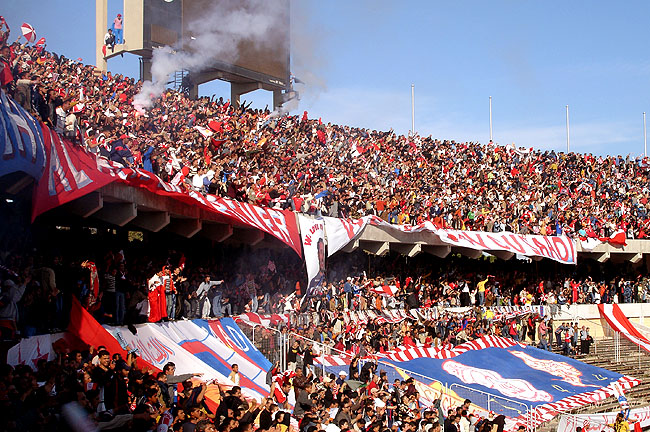
Supercopa 2006
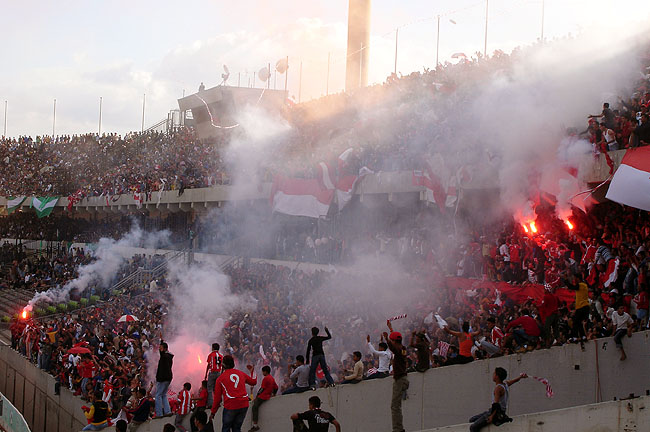
Premier League 2006–07